# Giovanni Battista Piano
Giovanni Battista Piano (fl. XX secolo) è stato un calciatore italiano.

## Carriera
Formatosi nel club dell'Italia Genova di Rivarolo Ligure, passa al Genoa nel 1913, disputando il derby del 9 novembre 1913 contro l'Andrea Doria, vinto dai rossoblu uno a zero.
Tornerà a vestire la maglia del Genoa con la prima squadra durante la Coppa Federale 1915-1916.